# Eucera popovi
Eucera popovi är en biart som beskrevs av Sitdikov 1988. Eucera popovi ingår i släktet långhornsbin, och familjen långtungebin. Inga underarter finns listade i Catalogue of Life.